# Zarzalejo
Zarzalejo es un municipio y localidad española de la Comunidad de Madrid. Situado en la comarca de la Sierra Oeste, cuenta con una población de 1874 habitantes (INE 2024). En tiempos pasados fue lugar de recreo y descanso del monarca Felipe II, y cantera de la que se extrajo el granito con el que se levantó el Monasterio de San Lorenzo de El Escorial.

## Geografía
El término municipal de Zarzalejo limita al norte con el de Santa María de la Alameda y San Lorenzo de El Escorial, y al sur y oeste con el de Robledo de Chavela. Tiene una extensión de 20,2 km².
| Noroeste: Santa María de la Alameda | Norte: Santa María de la Alameda | Noreste: San Lorenzo de El Escorial |
| Oeste: Robledo de Chavela           |                                  | Este: El Escorial                   |
| Suroeste: Robledo de Chavela        | Sur: Robledo de Chavela          | Sureste: Robledo de Chavela         |

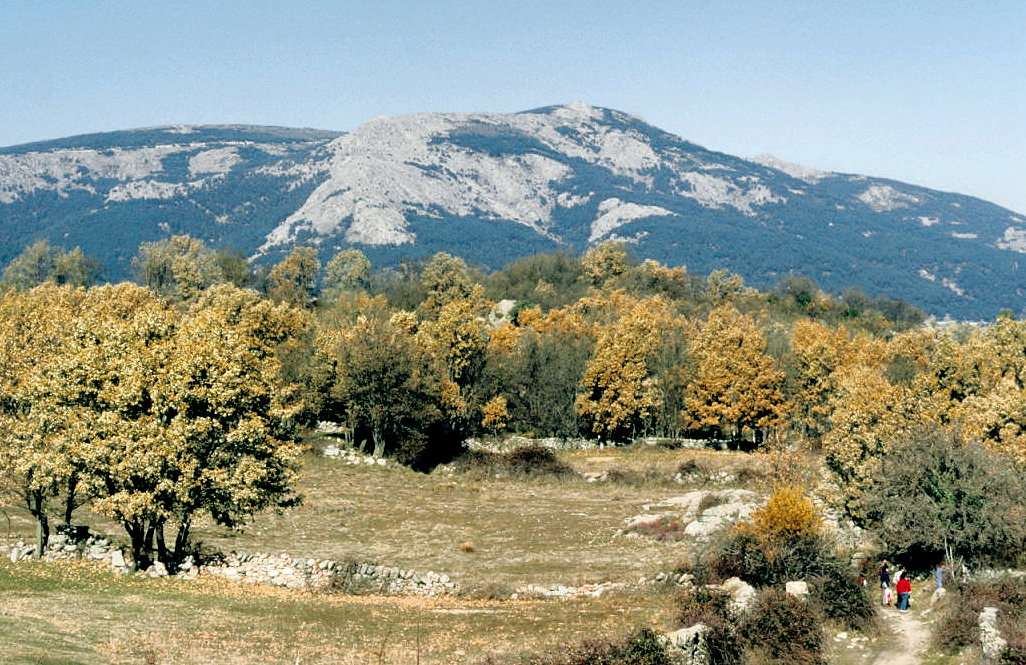
Robles y monte Abantos en segundo plano

La localidad está situada a una altitud de 1104 m sobre el nivel del mar. Este se encuentra a los pies de dos montañas graníticas: la Machota Alta (1464 m), popularmente llamada el Pico del Fraile, y la Machota Baja (1404 m), que forman parte de las estribaciones meridionales de la sierra de Guadarrama. Dista de Madrid 58 km.
Zarzalejo se reparte en dos núcleos: arriba, el pueblo antiguo; abajo, La Estación, núcleo tradicionalmente conocido como Los Pajares. El primero, estructurado en torno a la plaza de la Constitución y la iglesia, fue el primer emplazamiento escogido por Felipe II para construir el Monasterio de El Escorial, dada la cercanía a las canteras de piedra de las laderas de las Machotas. La Estación es más reciente y en los últimos años ha tenido un crecimiento singular, con la construcción de numerosos chalés. 
En la carretera que une los dos núcleos se ha construido un mirador hacia el valle, antiguamente ocupado por huertos y hoy cubierto de prados en los que crecen fresnedas y melojares.
Su término forma parte del Territorio Histórico de "El Escorial: Monasterio, Sitio y Entorno Natural y Cultural", declarado Bien de Interés Cultural por la Comunidad de Madrid, mediante decreto 52/2006.

## Historia

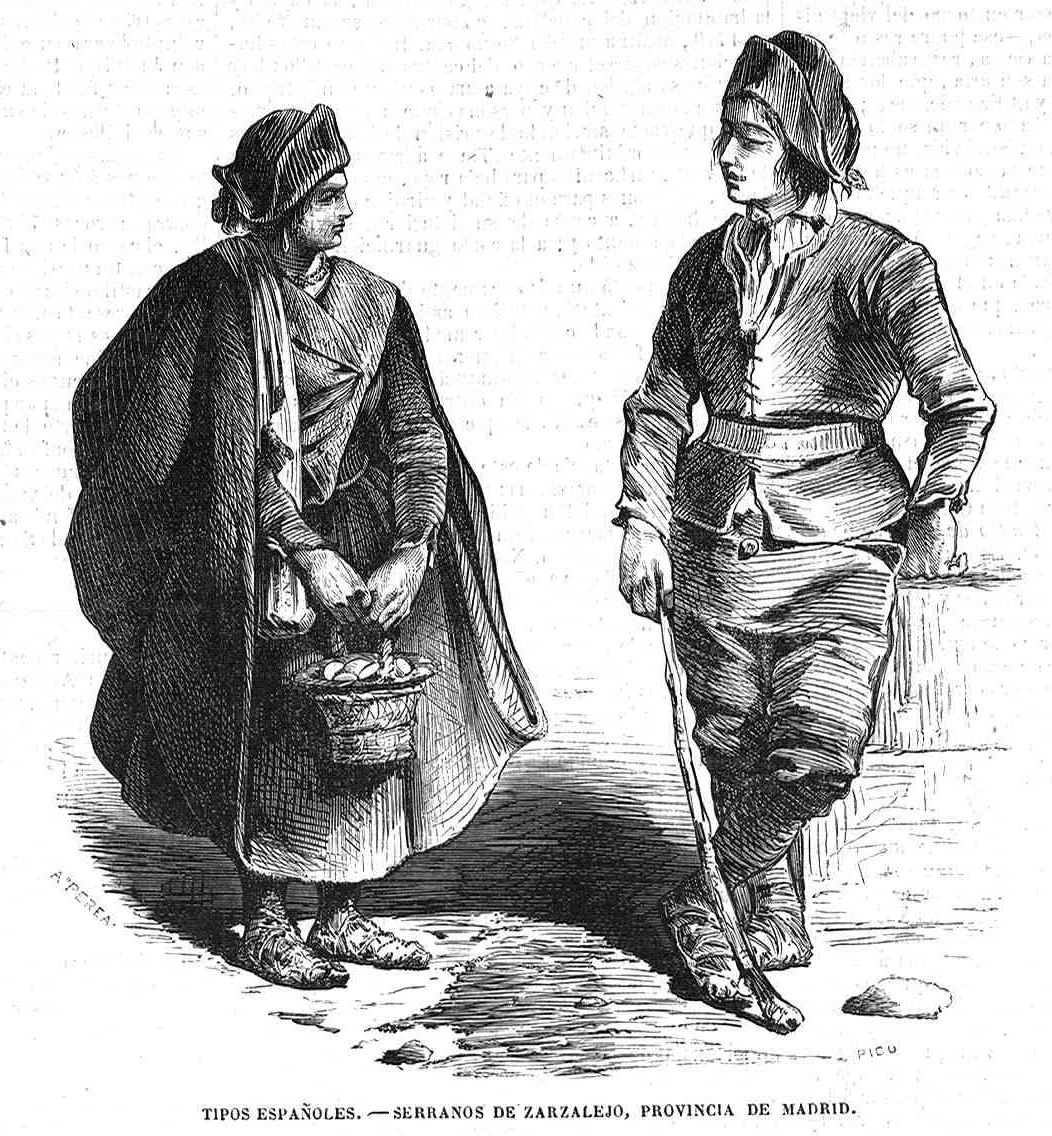
Serranos de Zarzalejo (El Museo Universal, 1858)

El nombre del pueblo se deriva de la gran cantidad de zarzas que pueblan el entorno. Los asentamientos humanos más antiguos parecen remontarse a la Edad del Bronce, de la que datan restos cerámicos decorados provenientes de la Machota Alta y las canteras de granito.
La primera noticia histórica que se tiene del pueblo es del siglo XII, cuando Zarzalejo fue conquistado y repoblado por caballeros cristianos provenientes de Segovia, e incorporado al sexmo de Casarrubios del Monte. Los sexmos fueron una división administrativa circunstancial que, en un principio, equivalían a la sexta parte de un territorio determinado, en este caso la recién creada Comunidad y Tierra de Segovia. En el sexmo de Casarrubios estaban incluidas otras poblaciones del sur de Segovia, oeste del actual Madrid y norte de Toledo. La cabeza del mismo era el Señorío de Casarrubios (núcleo situado actualmente en Toledo) y Zarzalejo dependía directamente de Robledo de Chavela.

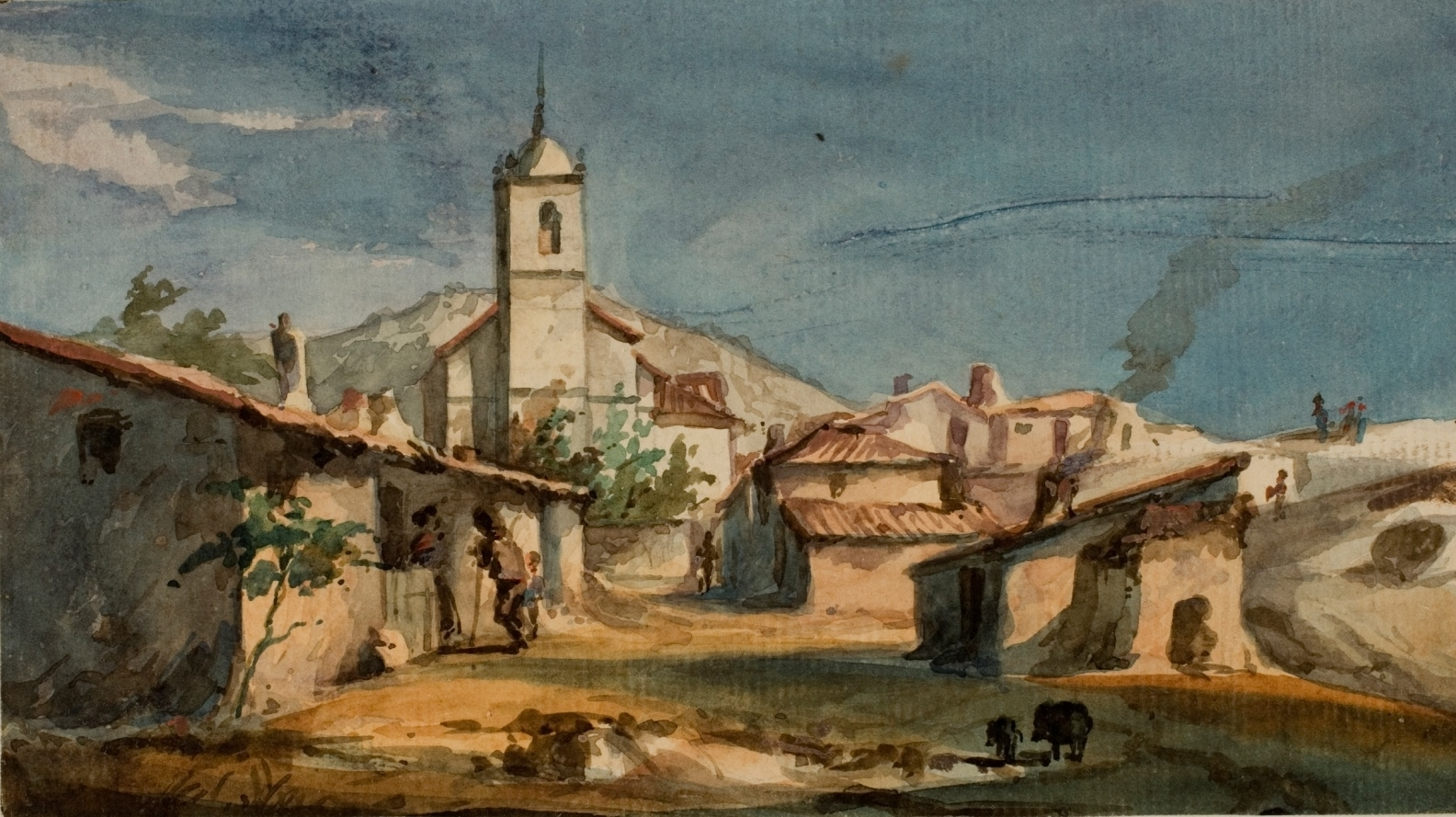
Vista de Zarzalejo con la iglesia de San Pedro Apóstol a mediados del en una acuarela de Martín Rico

El pueblo aparece con su actual nombre por primera vez en el Libro de Montería, de Alfonso XI, en el siglo XIV. Zarzalejo colaboró en la construcción del monasterio de El Escorial aportando materias primas y artesanos, canteros particularmente. En 1834 nació en la localidad el pintor Vicente Palmaroli, pintor de corte y director del Museo del Prado.

## Demografía
Cuenta con una población de 1874 habitantes (INE 2024).
| Gráfica de evolución demográfica de Zarzalejo entre 1842 y 2021                                                       |
| |
| Población de derecho según los censos de población del INE. Población de hecho según los censos de población del INE. |

## Comunicaciones
Tren
La localidad dispone de estación ferroviaria en la línea de regionales R1 Madrid-Ávila y la línea C-8a de Cercanías Madrid. Estación: Zarzalejo.
Autobús
| Línea | Recorrido                                                      |
| ----- | -------------------------------------------------------------- |
| 666   | San Lorenzo de El Escorial – Zarzalejo - Las Navas del Marqués |
| 669A  | San Lorenzo de El Escorial – Fresnedillas - Navalagamella      |

## Símbolos
El escudo heráldico y la bandera que representan al municipio fueron aprobados oficialmente en 1988. El blasón que define al escudo es el siguiente:

Escudo partido. 1º. En Campo de oro, una zarza arrancada y perforada, de sinople, y dos montañas; 2º. En campo de gules un acueducto de dos órdenes de plata sobre diez peñascos de plata, al timbre Corona Real cerrada.
Boletín Oficial del Estado nº 62 de 12 de marzo de 1988

La descripción textual de la bandera es la siguiente:

Bandera toda ella de color blanco. En el centro. el escudo del Ayuntamiento. La proporción será de 2 : 3 (una vez y media más larga que ancha).
Boletín Oficial del Estado nº 62 de 12 de marzo de 1988

## Administración y política
- Partido Popular de la Comunidad de Madrid (PPCM) = 4 concejales
- Ahora Zarzalejo = 4 concejales
- Partido Socialista de Madrid (PSM-PSOE) = 1 concejal

## Educación
En Zarzalejo hay:
- 1 escuela de educación infantil Casa de Niños Colorin Colorete (pública)
- 1 colegio público de educación infantil y primaria CRA Sierra Oeste

## Cultura

### Patrimonio
La plaza de la Constitución es el centro de reunión del pueblo de arriba; en ella se sitúa el ayuntamiento y hay un bar con terraza. En todo el perímetro de la plaza se pueden ver bloques verticales de granito perforados, llamados talanqueras, que sirven de sujeción a las traviesas de madera que cierran la plaza (antiguamente cerrada para la feria de ganado y actualmente para celebrar corridas de toros durante las fiestas).
Iglesia de Nuestra Señora de la Asunción, edificada en 1955.
Muy cerca, el Mirador del Guijo, orientado hacia el suroeste, proporciona excelentes vistas de las dehesas. En sus inmediaciones pueden verse casas rurales de estructura y construcción tradicionalmente serrana.
En la carretera que va hacia el Puerto de la Cruz Verde (1251 m s. n. m., a 5 km), se encuentra la iglesia parroquial de San Pedro Apóstol, reedificada en 1619, fecha que aparece grabada en la clave de la bóveda. Está hecha en piedra de sillería y destacan su hermosa torre y los adornos esféricos de ascendente herreriano que adornan el conjunto. La nave se cubre con bóveda de cañón; a los pies se levanta el coro, al que se sube por una escalerilla de piedra.
En la misma carretera se encuentra el Caño Viejo, fuente del siglo XVIII construida en granito; junto a ella encontramos el Monumento al Cantero, tallado igualmente en granito y dedicado al tradicional gremio de la cantería del pueblo. El Caño Nuevo es un pilón rectangular de dos caños, tallado en piedra granítica en 1850 y situado en el parque del mismo nombre. 
A la entrada del pueblo se exhibe un fragmento del acueducto de Segovia, monumento que aparece asimismo en el escudo de armas del municipio, como testigo de la antigua pertenencia de Zarzalejo al sexmo de Casarrubios del Monte (los sexmos, como se explicó anteriormente, fueron una división administrativa tradicional de la actual provincia de Segovia, que datan del siglo XIV).
Calzada romana situada en el límite oriental con el término de El Escorial. Sólo se pueden apreciar algunos tramos de esta vía. En los tramos que permanecen, se pueden apreciar grandes losas de piedra sobre el suelo y bloques puestos en pie para delimitar su anchura.
Se cree que ésta podía unir con la Calzada Romana conocida como Vía Antenina que se extendía entre Titulcia y Segovia.

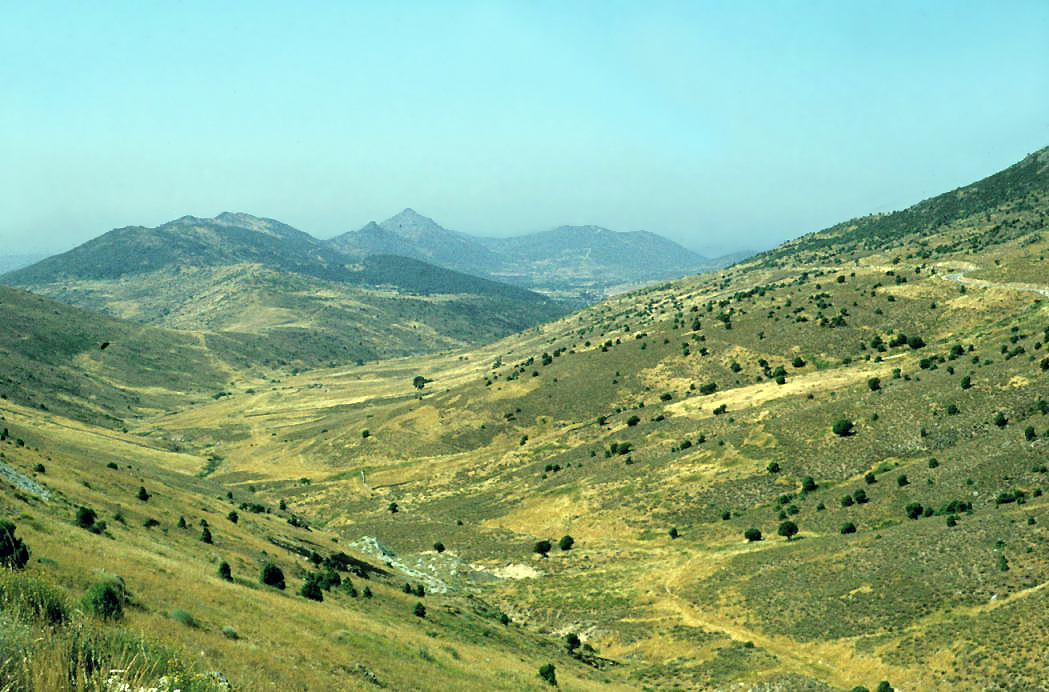
Vistas desde el puerto de la Cruz Verde

Aunque menos estructurado, el barrio de La Estación ofrece también agradables paseos y rutas como la que siguiendo la vía del tren va hasta Robledo de Chavela, o la que enlaza con Fresnedillas. De mayor envergadura es la ruta de Los Arribes (18 km), que atraviesa los dos núcleos, recorre las coladas de la Cruz Verde, la Hinojera y el Chicharrón, y sube al Pico del Fraile, desde el que se tienen inmejorables vistas de San Lorenzo de El Escorial y todo el entorno.

### Fiestas
- San Pedro (29 de junio): es el patrón y en torno a su día, hay música y actividades.
- Virgen del Consuelo (alrededor del 8 de septiembre): fiestas mayores de Zarzalejo; se celebran las corridas de toros en la plaza precedidas de un desfile de carrozas con las presidentas de las fiestas.
- Nuestra Señora de la Asunción (15 de agosto)

### Equipamientos culturales
- Teatro La Antigua Mina
- Escuela de Cantería
- Casa de la Cultura
- Espacio Joven

### Asociaciones
- Asociación de Vecinos La Machota (Zarzalejo-Estación)
- Asociación de Vecinos El Pinar (Zarzalejo-Pueblo)